# Mario Santececca
Mario Santececca (Roma, 25 marzo 1943 – Roma, 11 dicembre 2024) è stato un calciatore, allenatore di calcio e dirigente sportivo italiano, di ruolo centrocampista.

## Carriera
Dopo una carriera da calciatore nelle serie minori, debutta da allenatore sulla panchina del Bari subentrando a Giacomo Losi alla diciannovesima giornata del campionato di Serie B 1977-1978; guida i pugliesi anche nelle prime dieci giornate del campionato di Serie B 1978-1979, prima di essere sostituito da Giulio Corsini.
Nel campionato di Serie C1 1979-1980 è alla guida della Nocerina, dove viene sostituito nel corso della stagione da Roberto Balestri, e l'anno successivo subentra a Franco Scoglio alla guida del Messina dopo l'ottava giornata del campionato di Serie C2 1980-1981.
Nei due anni successivi allena nel Campionato Interregionale il Sora ed il Crotone, prima di passare per tre anni alla guida del Frosinone in Serie C2.
In seguito guida la formazione Primavera della Lazio per quattro anni e ricopre vari incarichi, tra i quali quello di responsabile del settore giovanile biancoceleste,  prevalentemente come dirigente in società dilettantistiche. Nel 1993 è direttore sportivo della Narnese e a seguire della Fortis Terni. Guida l'Almas Roma alla promozione in Eccellenza Lazio per due volte, nel 2001 e nel 2011, quest'ultima seguita da una retrocessione in Promozione nella stagione successiva. Nel 2007 è dirigente al Gabelletta Terni, nel  2008  al Pomezia e nel 2009 allo Sporting Terni , nel 2014 è allenatore al Lepanto Marino e dal 2015 è  prima allenatore e poi direttore sportivo della Garbatella

## Palmarès

### Giocatore

#### Competizioni nazionali
- Coppa Italia Dilettanti: 1

ALMAS: 1968-1969

### Allenatore

#### Competizioni regionali
- Promozione: 2

ALMAS: 2000-2001, 2010-2011